# Rumex orthoneurus
Rumex orthoneurus är en slideväxtart som beskrevs av K.H.Rechinger. Rumex orthoneurus ingår i släktet skräppor, och familjen slideväxter. Inga underarter finns listade i Catalogue of Life.